# Maria Stilde Ambruzzi
Maria Stilde Ambruzzi (Ferrara, 25 settembre 1947) è una scenografa italiana.

## Biografia
Il suo maggior film fu Los Borgia con il quale fu candidata per il premio Goya per la migliore direzione artistica 2007.

### Vita privata
Ha sposato l'architetto Francesco Coccia e ha due figlie.

## Filmografia

### Scenografa
- Ho vinto la lotteria di capodanno (1989)
- Fratelli d'Italia (1989)
- Fantozzi alla riscossa (1990)
- Le comiche (1990)
- Infelici e contenti (1992)
- Fantozzi in paradiso (1993)
- Le nuove comiche (1994)
- Vacanze di Natale '95 (1995)
- Fantozzi - Il ritorno (1996)
- Cucciolo (1998)
- Tifosi (1999)
- Bodyguards - Guardie del corpo (2000)
- Merry Christmas (2001)
- Natale sul Nilo (2002)
- Natale in India (2003)
- Christmas in Love (2004)
- Due imbroglioni e... mezzo! – miniserie TV (2007)
- Cemento armato (2007)
- Natale in crociera (2007)
- Natale a Rio (2008)
- Ex (2009)
- Maschi contro femmine (2010)
- Natale in Sudafrica (2010)
- Femmine contro maschi (2011)
- Vacanze ai Caraibi (2015)

### Architetta e scenografa
- Le comiche 2 (1992)
- Los Borgia (2006)

### Arredatrice
- Fantozzi va in pensione (1988)

### Dipartimento artistico
- Fantozzi alla riscossa (1990) - set scenografie